# Alison Herst
Alison Herst, född den 7 mars 1971 i Toronto, Kanada, är en kanadensisk kanotist.
Hon tog bland annat VM-guld i K-4 200 meter i samband med sprintvärldsmästerskapen i kanotsport 1995 i Duisburg.